# Mack van den Eerenbeemt
Mack van den Eerenbeemt (1 de julio de 1998) es un deportista arubeño que compite en vela en la clase RS:X. Ocupó la decimocuarta posición en el evento masculino de los Juegos Olímpicos de la Juventud de 2014 en Nankín.
En 2019, van den Eerenbeemt representó a Aruba en los Juegos Panamericanos de 2019 en Lima, Perú, donde fue abanderado de su país como parte del desfile de naciones durante la ceremonia de apertura. Mack van den Eerenbeemt luego ganaría la primera medalla de Aruba en los Juegos Panamericanos, un bronce en el evento masculino de la clase RS:X.

## Palmarés internacional
| Juegos Panamericanos | Juegos Panamericanos | Juegos Panamericanos | Juegos Panamericanos |
| Año                  | Lugar                | Medalla              | Categoría            |
| -------------------- | -------------------- | -------------------- | -------------------- |
| 2019                 | Lima (Perú)          | Medalla de bronce    | RS:X                 |